# 圣乔治德蒙克拉尔
圣乔治德蒙克拉尔（法語：Saint-Georges-de-Montclard，法語發音：[sɛ̃ ʒɔʁʒ də mɔ̃klaʁ]）是法国多尔多涅省的一个市镇，位于该省中南部，属于贝尔热拉克区。

## 地理
圣乔治德蒙克拉尔（44°55'56"N, 0°37'16"E）面积13.68 平方千米，位于法国新阿基坦大区多爾多涅省，该省份为法国西南部内陆省份，是法國本土面积第三大的省，大致对应佩里戈尔地区，北起顺时针与夏朗德省、上维埃纳省、科雷兹省、洛特省、洛特-加龙省、吉倫特省和滨海夏朗德省接壤。
与圣乔治德蒙克拉尔接壤的市镇（或旧市镇、城区）包括：圣马丹德孔布、拉蒙济-蒙塔斯特吕克、康普塞格雷、克莱蒙德博雷加尔、圣费利德维拉代、卢伊尔河畔利奥拉克。

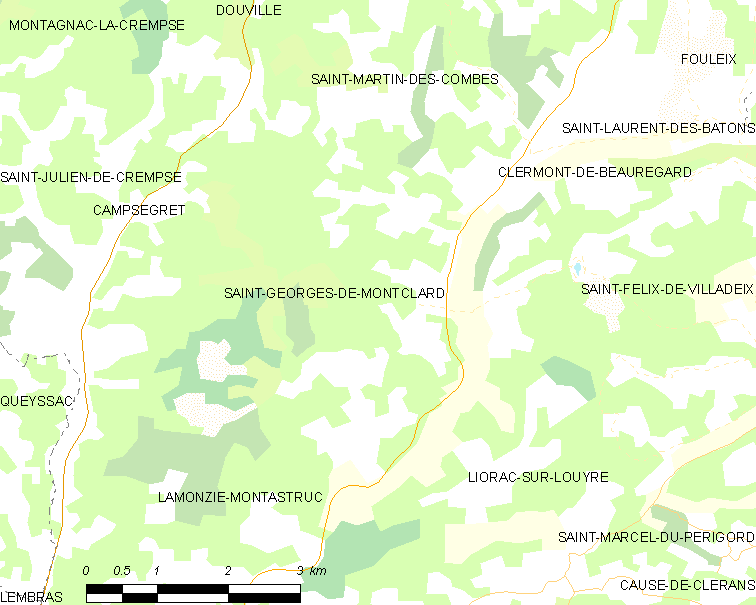
圣乔治德蒙克拉尔的OSM定位图

圣乔治德蒙克拉尔的时区为UTC+01:00、UTC+02:00（夏令时）。

## 行政
圣乔治德蒙克拉尔的邮政编码为24140，INSEE市镇编码为24414。

## 政治
圣乔治德蒙克拉尔所属的省级选区为中佩里戈尔县。

## 人口

1962-2008年间圣乔治德蒙克拉尔人口变化图示

圣乔治德蒙克拉尔于2022年1月1日时的人口数量为279人。